# Louis de Cahusac

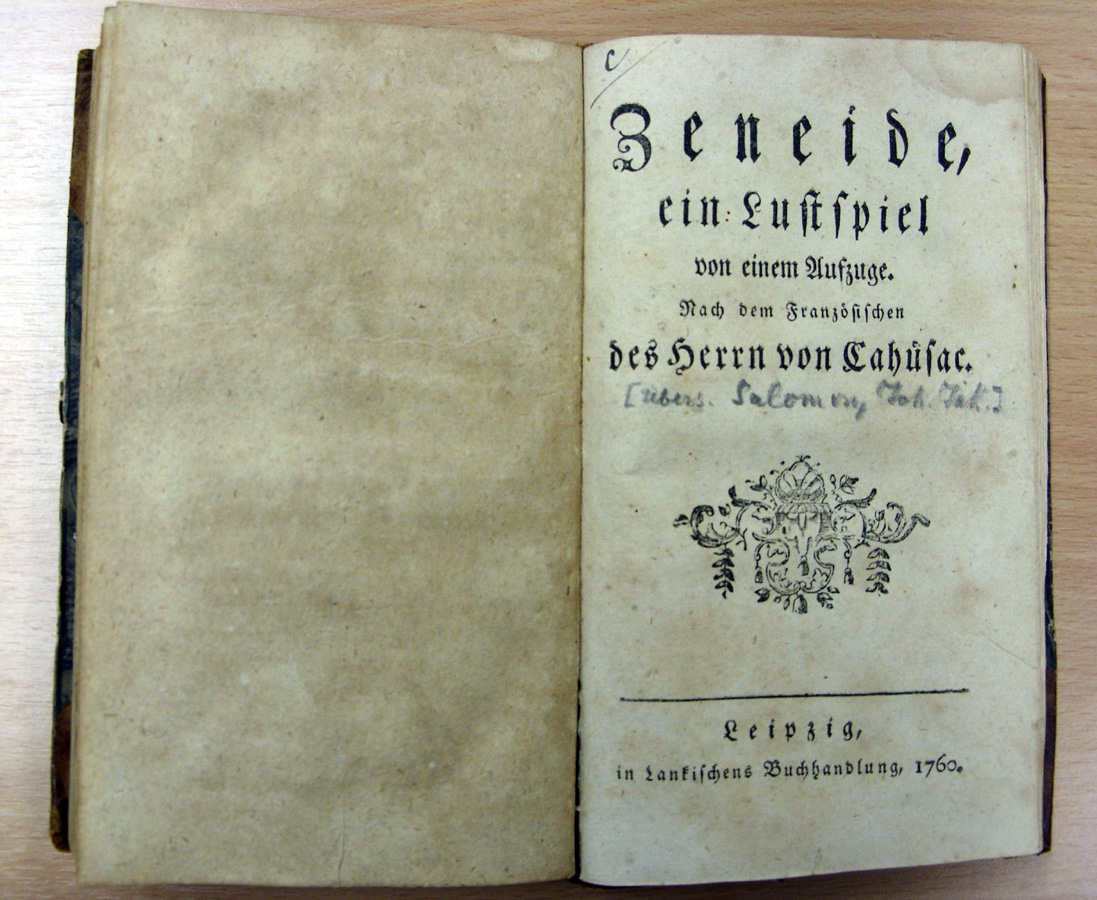
Ein Jahr nach Cahusacs Tod erschien in Leipzig eine deutschsprachige Übersetzung des Theaterstücks Zénéïde (Erstveröffentlichung Paris 1743).

Louis de Cahusac (* 6. April 1706 in Montauban; † 22. Juni 1759 in Paris) war französischer Dramenautor und Librettist sowie einer der Hauptbeiträger zur Encyclopédie für die Themenbereiche Tanz, Musik und Feste. Bekannt wurde er vor allem durch seine langjährige Zusammenarbeit mit dem französischen Komponisten Jean-Philippe Rameau, für den Cahusac eine Reihe von Libretti schrieb.

## Leben und Werk

### Frühe Jahre
Louis de Cahusac wuchs in Montauban im Südwesten Frankreichs auf. Seine Vorfahren hatten im Dienst des französischen Königs gestanden, waren Kleriker, Offiziere und Juristen. Sein Vater, ein prominenter Anwalt, ließ ihn zunächst im Jesuitenkolleg in Montauban erziehen und schickte ihn später nach Toulouse, wo Louis de Cahusac seine juristische Ausbildung abschloss. Anschließend kehrte er nach Montauban zurück, praktizierte dort kurze Zeit als Anwalt und trat später als Sekretär in den Dienst des Intendanten, intendants de la généralité de Limoges von Montauban, Pierre Pajot de Nozereau (1691–1772).

### Hinwendung zur Literatur
Für das Jahr 1730 ist erstmals Cahusacs starke Neigung zur Literatur dokumentiert. Er gehörte zu den Mitbegründern der literarischen Gesellschaft Sociétée littéraire de Montauban, die später in eine „Académie“ umgewandelt wurde. Gleichzeitig begann er sich literarisch zu betätigen. Im Jahr 1736 wurde sein Theaterstück Pharamond von der Comédie-Française aufgeführt. Mit zwölf Aufführungen in Paris und einer am Versailler Hof war dem Stück nur mittelmäßiger Erfolg beschieden. Die finanziellen Einkünfte als Autor reichten nicht aus, um Cahusac, der zwischenzeitlich nach Paris übergesiedelt war, ein Leben in der Hauptstadt zu sichern. Also kehrte er nach Montauban in den Dienst des Intendanten Pajot zurück und folgte diesem später nach Orléans. Um 1740 zerstritt Cahusac sich aber mit Pajot und kehrte wiederum nach Paris zurück. Noch 1739 hatte er sich in seiner Schrift Epître sur les dangers de la poésie (dt. Epistel über die Gefahren der Poesie)  über die Beschwerlichkeiten ausgelassen, sein Leben mit der Dichtkunst zu bestreiten.

### Auf dem Weg zum Schriftsteller
Laut Frank A. Kafker ist unklar, womit sich Cahusac nach seiner Rückkehr nach Paris zunächst über Wasser gehalten hat. Im Jahr 1742 schloss er sich aber dem Gefolge des Grafen von Clermont an und besaß als sécrétaire des commandements eine Vollmacht, Dokumente in Clermonts Namen zu unterschreiben. Im selben Jahr erschien mit dem Compte de Warwick Cahusacs nächstes Theaterstück. Die Tragödie wurde erneut von der Comédie-Française inszeniert, doch schon die Uraufführung musste wegen erheblichen Spotts des Publikums abgebrochen werden. Mehr Erfolg war ein Jahr später Cahusacs Komödie Zénéïde beschieden, einer Adaption des gleichnamigen Stückes von Claude-Henri Watelet (1718–1786). 1744 erschien mit L’Algérien eine comédie-ballet in drei Akten, in der Cahusac die Wiedergenesung des französischen Königs nach schwerer Verwundung thematisierte und die mehr Zuspruch fand.
Nachdem er den Grafen von Clermont für einige Zeit in den Österreichischen Erbfolgekrieg begleitet hatte, entschloss Cahusac sich zur Aufgabe seiner Stellung, um sich fortan ausschließlich der Schriftstellerei zu widmen. In dem Staatsminister Louis Phélypeaux de Saint-Florentin (1705–1777) fand er einen Förderer, der ihm eine Staatspension in Höhe von 2.000 Livres verschaffte. Kafker vermutet, dass darüber hinaus auch die Madame de Pompadour zu Cahusacs Förderern gehörte.

### Librettist Rameaus: Cahusacs fruchtbarste Schaffensperiode

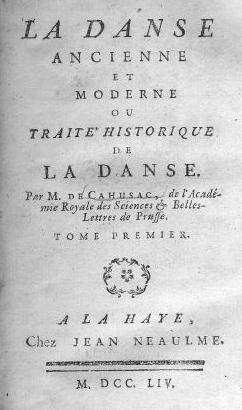
Titelblatt des ersten Bandes von Cahusacs Traktat zur Tanzkunst (Paris 1754)

Cahusacs fruchtbarste Schaffensperiode begann 1745, als Jean-Philippe Rameau, einer der berühmtesten französischen Komponisten jener Zeit, Cahusacs Libretto zu Les Fêtes de Polymnie (Opéra-Ballet, 1745) annahm. Dies war der Auftakt zu einer fast neun Jahre währenden Zusammenarbeit, die sich in einer Reihe von Opern- und Ballettlibretti niederschlug. Zu den von Rameau vertonten Werken gehörten Les Fêtes de l’Hymen et de l’Amour (Opéra-Ballet, 1747), Zaïs (Pastorale Héroïque, 1748), Naïs ou le Triomphe de la Paix (Pastorale Héroïque, 1748), Zoroastre (Tragédie lyrique, 1747 verfasst aber erst 1749 uraufgeführt), La Naissance d’Osiris ou la Fête de Pamilie (Acte de Ballet, 1754) sowie Anacréon (Acte de Ballet, 1754).
Einige dieser Produktionen waren sehr kostspielig. Die Uraufführung der Oper Zoroastre im Jahr 1749 etwa kostete die Stadt Paris zwischen 40.000 und 50.000 Livres. Giacomo Casanova übersetzte den Zoroastre ins Deutsche und trug dazu bei, dass das Stück am Königlichen Theater in Dresden aufgeführt wurde (wo Casanovas Mutter als Schauspielerin tätig war). Der Erfolg der Inszenierung brachte Cahusac zwischen 1751 und 1753 die Aufnahme in die Königlich-Preußische Akademie der Wissenschaften ein.
Frank A. Kafker schreibt, Rameaus Musik für die Opern habe Cahusacs Texte zwar übertroffen, trotzdem habe Cahusac aber eine Leichtigkeit in der Dichtung, Geschmack für die Darstellung und einige erfindungsreiche Ideen besessen. Rameaus Biograph Cuthbert Girdlestone sieht in Cahusac insofern einen Vorläufer Calzabigis und Glucks, als er die Tanzeinlagen mit der Handlung zu verknüpfen verstand, so dass die musikalischen Zwischenspiele die Handlung verstärkten, anstatt sie zu unterbrechen.
In dieser Zeitspanne wandte Cahusac sich auch anderen literarischen Formen zu. Die Handlung seines im Jahr 1749 anonym erschienenen „Roman exotique“ Grigri spielte an einem fiktiven Königshof und verspottete den Hochadel, Politiker und Höflinge. Kafker nimmt an, dass dieser Spott der Belustigung des Publikums dienen sollte; gleichwohl ist es nicht ausgeschlossen, dass es genau dies war, weshalb Cahusac 1749 als Verdächtiger vor Gericht stand. Ein Jahr später allerdings wurde er zum Königlichen Zensor berufen, so dass an seiner Loyalität keine Zweifel bestanden haben dürften.
Im Jahr 1754 veröffentlichte Cahusac mit La danse ancienne et moderne ou Traité historique de la danse ein Traktat zur Tanzkunst, in dem er zunächst eine chronologisch aufgebaute Geschichte des Tanzes liefert, um daraus eine eigene Poetik der Tanzkunst zu entwickeln. Offenbar war die Verbreitung des Traité zu Lebzeiten Cahusacs enorm: sein Biograph Soleville schreibt, Cahusacs Traktat habe damals in keiner Theaterbibliothek gefehlt.

### Beiträger zurEncyclopédie
Teile seines Traité ließ Cahusac in seine Beiträge zur Encyclopédie einfließen. Insgesamt schrieb er mehr als 120 Artikel für die ersten acht Bände der Encyclopédie.  Seine wichtigsten Themengebieten waren der Tanz, das Musiktheater sowie Feste. Darüber hinaus trug er eine Reihe von Artikeln zu Themen wie Gesang, Stimme, Literatur, Bühnenmaschinerie und Theaterdekoration bei. Dabei zeigte er sich wenig kritisch gegenüber der Kirche oder dem französischen König: der Artikel Danse sacrée ist in respektvollem Ton gegenüber der Religion gehalten, in Festins royaux preist Cahusac Ludwig XV. mit den Worten:

„Jamais monarque n’a gouverné ses peuples avec autant de douceur; jamais peuples aussi n’ont été si tendrement attachés à leur roi.“

„Niemals hat ein Monarch sein Volk mit so viel Milde regiert; niemals war das Volk seinem König so innig verbunden.“

Moderne Kommentatoren bewerten Cahusacs Beiträge zur Encyclopédie überaus positiv. In seinem 1947 erschienenen Band The Encyclopedists as critics of music schreibt Alfred R. Oliver, die Artikel zum Tanz seien durchweg gut belegt und zeigten ein professionelles Interesse am Fortschritt der Kunst. Und über den Artikel Execution sagt Oliver, es gebe nirgendwo sonst in der Literatur des 18. Jahrhunderts eine so klare und konzise Darstellung zu den Anfängen der französischen Oper, wie bei Cahusac.

### Letzte Jahre und Tod
Cahusacs letzte Jahre waren tragisch. Trotz einer guten finanziellen Absicherung von jährlich rund 8.000 Livres war sein Gemütszustand offenbar nie besonders glücklich. Dies verschlimmerte sich, als Madame de Pompadour ihm ihre Gunst entzog und die Opernsopranistin Marie Fel seinen Heiratsantrag ablehnte. Im Jahr 1759 schließlich verfiel Cahusac dem Wahnsinn, wurde kurzzeitig ins Irrenhaus von Charenton eingeliefert und starb schon bald nach seiner Entlassung in Paris.

## Schriften (Auswahl)
Theaterstücke
- Pharamond (1736)
- Le Comte de Warwick (1742)
- Zénéïde (1743)
- L’Algérien (1744)

Libretti
- Les Fêtes de Polymnie (1745)
- Les Fêtes de l’Hymen et de l’Amour (1747), online verfügbar über Gallica, das Digitalisierungsprojekt der Französischen Nationalbibliothek
- Zaïs (1748)
- Naïs ou le Triomphe de la Paix (1748)
- Zoroastre (1747 verfasst, 1749 uraufgeführt), online verfügbar über Gallica
- La Naissance d’Osiris ou la Fête de Pamilie (1754)
- Anacréon (1754), online verfügbar über Gallica

Roman
- Grigri (1749), online verfügbar über Gallica

Darstellungen
- Epître sur les dangers de la poésie (1739), online verfügbar über Gallica
- La danse ancienne et moderne ou Traité historique de la danse (1754), online verfügbar über Gallica

Lexikonartikel
Für eine Liste der von Cahusac verfassten Beiträge zur Encyclopédie siehe unten den Abschnitt Weblinks. Cahusacs Beiträge sind in der Encyclopédie mit dem Buchstaben „B“ gekennzeichnet.